# فاكوندو كيروغا
فاكوندو كيروغا (بالإسبانية: Juan Facundo Quiroga) هو عسكري وسياسي أرجنتيني، ولد في 1788 في بوينس آيرس في الأرجنتين، وتوفي في 16 فبراير 1835 في الأرجنتين. حزبياً، نشط في Federalist Party (Argentina) ‏.

## روابط خارجية
- فاكوندو كيروغا على موقع الموسوعة البريطانية (الإنجليزية)